# Francis William Henry Giolma
Francis William Henry Giolma (28 avril 1878-4 juillet 1968,) est un homme politique canadien de la Colombie-Britannique. Il est député provincial sous la bannière de soldat  de la circonscription britanno-colombienne de Victoria City d'une élection partielle en 1918 à 1920.

## Biographie
Né à Chatham dans le Kent en Angleterre, Giolma étudie à Canterbury. Il s'installe au Canada en 1905. Durant la Première Guerre mondiale, il sert dans le Corps expéditionnaire canadien.
Il est élu lors de l'élection partielle organisée à la suite du décès du premier ministre Harlan Carey Brewster.
Giolma meurt à Victoria en juillet 1964 à l'âge de 90 ans.